# Big Ones
A Big Ones az amerikai Aerosmith együttes negyedik válogatásalbuma, amelyet 1994. november 1-jén adott ki a Geffen. A kiadványra a Geffen-korszakbeli legnagyobb slágereik kerültek fel, továbbá két olyan szám amelyeket korábban még nem adtak ki. A válogatáson szereplő számok a Permanent Vacation (1987), a Pump (1989) és a Get a Grip (1993) albumokról származnak. Az addig kiadatlan két új dal a Blind Man illetve a Walk on Water címet kapta, amelyek kislemezen is megjelentek 1994-ben és 1995-ben. Mindkét számot a Get a Grip album turnéján rögzítette a zenekar. A válogatásra felkerült a Deuces are Wild című dal is, amely korábban stúdióalbumon nem szerepelt, hanem csak kislemezen adta ki a zenekar, illetve felkerült a Geffen The Beavis and Butt-head Experience című válogatására is. Ez a dal a Walk on Water és a Blind Man társaságában felkerült az együttes 2001-ben megjelent Young Lust: The Aerosmith Anthology című válogatáslemezére is.
Az európai kiadásra felkerült a Dude Looks Like a Lady dal koncert változata is, míg a lemez speciális kiadása egy második lemezt is magában foglal. Erre további nyolc dal került fel.
A Big Ones az együttes egyik legkelendőbb válogatásalbumának bizonyul. Megjelenésekor a Billboard 200 lista 6. helyére került, a brit albumlistán pedig a 7. helyre. Az Amerikai Egyesült Államokban 4x-es platinalemez lett, Argentínában 3x-os platina, míg Kanadában 8x-os platina. Az album világszerte sikeres volt, az év végére 9 országban is bekerült a Top 10-be.

## Áttekintés
1987 márciusában a Vancouverben fekvő Little Mountain Sound stúdióban kezdett el dolgozni a zenekar a Permanent Vacation című albumán. A felvételek Bruce Fairbairn producer irányításával májusban fejeződtek be, az album pedig augusztusban jelent meg. A lemez az amerikai albumlista 11. helyére került. A lemezről olyan sikeres kislemezeket adtak ki, mint a Dude (Looks Like a Lady) (#4 Mainstream Rock Charts, #14 Billboard Hot 100), a Rag Doll (#12 Mainstream Rock Charts, #17 Hot 100), és az Angel (#2 Mainstream Rock, #3 Hot 100).
1989 áprilisában az Aerosmith visszatért a Little Mountain Sound Stúdióba, hogy rögzítse a következő albumát. A Pump című album felvételei 1989 júniusában fejeződtek be, a megjelenése pedig szeptemberre esett. A lemez az amerikai lista 5. helyén nyitott, és olyan kelendő kislemez dalokat tartalmazott, mint a Janie's Got a Gun (#2 Mainstream Rock, #4 Hot 100), a Love in an Elevator (#1 Mainsteeam Rock, #5 Hot 100), és a What It Takes (#1 Mainstream Rock, #9 Hot 100). 1989 májusában a Pump felvételeikor egy Deuces Are Wild című dalt is rögzítettek, de ez nem került fel az albumra. Először a Geffen által kiadott The Beavis and Butt-head Experience című válogatáslemezen vált hozzáférhetővé, majd a zenekar kislemezen is megjelentette.
1992 januárjában a Los Angelesben lévő A&M stúdióban kezdtek el dolgozni az új ötleteiken. A munkálatok februárban értek véget, majd szeptember és november között a kanadai Little Mountain Sound stúdióban újrakezdték a felvételeket. Ahogy az előző két albumnál, ezúttal is Bruce Fairbairn producerrel dolgoztak. A Get a Grip címre keresztelt album 1993 áprilisában jelent meg, és az amerikai albumlista első helyére került. Az albumról olyan dalokat adtak ki kislemezen is, mint az Amazing (#3 Mainstream Rock, #9 Top 40 Mainstream, #24 Hot 100), a Cryin (#1 Mainstream Rock, #11 Top 40 Mainstream, #12 Hot 100), az Eat the Rich (#5 Mainstream Rock), a Livin' on the Edge (#1 Mainstream Rock, #18 Hot 100, #19 Top 40 Mainstream), és a Crazy (#7 Mainstream Rock, #7 Top 40 Mainstream, #17 Hot 100).
A Get a Grip album turnéja alatt a zenekar, 1994 áprilisában a New York Cityben fekvő Avatar Stúdióba vonult, hogy felvegyen két új dalt. A Walk on Water és a Blind Man című dalok végleges elkészülése már az olaszországi Capriban történt (Capri Digital Studio) 1994 júniusában. A Blind Man 3. lett a Mainstream Rock Chartson, 23. a Top 40 Mainstream listán, míg a Billboard Hot 100-on a 48. A Walk on Water pedig a 16. lett a Mainstream Rock Charts listáján 1995-ben.

## Kritikák
Az AllMusic kritikusa Stephen Thomas Erlewine szerint a válogatásalbum jól tükrözi azokat a dalokat, amelyek révén az Aerosmith újra sztárzenekar lett az 1980-as évek közepétől. Ezzel együtt hozzátette, hogy a korábbi évek nyersebb dalai hiányoznak az anyagról, mivel túl sok a mainstream hangzású tétel. Ezenkívül hozzátette, hogy a sok power ballada ellenére is az album tele van jó dalokkal, és végül 4 és fél csillagot adott rá az ötből. Robert Christgau véleménye szerint kevés dal szerepel a Get a Grip albumról, és hiányolta a My Fist Your Face számot is, ellentétben a Walk on Water, Blind Man és Janie's Got a Gun szerzeményekkel. Tom Sinclair az Entertainment Weekly írója az album változatosságát dicsérte, mivel írása szerint power balladák ugyanúgy helyt kaptak rajta, mint hard rock vagy funk alapú blues. Elmondása szerint már csak ezért is több az együttes a Rolling Stones amerikai változatánál, továbbá megjegyezte, hogy ha lehagyták volna az Angelt, akkor jobb kritikákat is kaphatott volna az anyag.

## Számlista
| Big Ones | Big Ones                                                     | Big Ones                                         | Big Ones | Big Ones | Big Ones | Big Ones | Big Ones | Big Ones | Big Ones |
| #        | Cím                                                          | Szerző(k)                                        | Hossz    |          |          |          |          |          |          |
| -------- | ------------------------------------------------------------ | ------------------------------------------------ | -------- | -------- | -------- | -------- | -------- | -------- | -------- |
| 1.       | Walk on Water (korábban nem jelent meg)                      | Steven Tyler, Joe Perry, Jack Blades, Tommy Shaw | 4:56     |          |          |          |          |          |          |
| 2.       | Love in an Elevator (Album: Pump)                            | Tyler, Perry                                     | 5:22     |          |          |          |          |          |          |
| 3.       | Rag Doll (Album: Permanent Vacation)                         | Tyler, Perry, Jim Vallance, Holly Knight         | 4:25     |          |          |          |          |          |          |
| 4.       | What It Takes (Album: Pump)                                  | Tyler, Perry, Desmond Child                      | 5:11     |          |          |          |          |          |          |
| 5.       | Dude (Looks Like a Lady) (Album: Permanent Vacation)         | Tyler, Perry, Child                              | 4:25     |          |          |          |          |          |          |
| 6.       | Janie's Got a Gun (Album: Pump)                              | Tyler, Tom Hamilton                              | 5:31     |          |          |          |          |          |          |
| 7.       | Cryin' (Album: Get a Grip)                                   | Tyler, Perry, Taylor Rhodes                      | 5:09     |          |          |          |          |          |          |
| 8.       | Amazing (Album: Get a Grip)                                  | Tyler, Richard Supa                              | 5:09     |          |          |          |          |          |          |
| 9.       | Blind Man (korábban nem jelent meg)                          | Tyler, Perry, Rhodes                             | 4:01     |          |          |          |          |          |          |
| 10.      | Deuces Are Wild (Album: The Beavis and Butt-Head Experience) | Tyler, Vallance                                  | 3:36     |          |          |          |          |          |          |
| 11.      | The Other Side (Album: Pump)                                 | Tyler, Vallance                                  | 4:05     |          |          |          |          |          |          |
| 12.      | Crazy (Album: Get a Grip)                                    | Tyler, Perry, Child                              | 5:17     |          |          |          |          |          |          |
| 13.      | Eat the Rich (Album: Get a Grip)                             | Tyler, Perry, Vallance                           | 4:11     |          |          |          |          |          |          |
| 14.      | Angel (Album: Permanent Vacation)                            | Tyler, Child                                     | 5:08     |          |          |          |          |          |          |
| 15.      | Livin' on the Edge (Album: Get a Grip)                       | Tyler, Perry, Mark Hudson                        | 6:21     |          |          |          |          |          |          |
| 1:13:25  |                                                              |                                                  |          |          |          |          |          |          |          |

| Európai kiadás | Európai kiadás               | Európai kiadás | Európai kiadás | Európai kiadás | Európai kiadás | Európai kiadás | Európai kiadás | Európai kiadás | Európai kiadás |
| #              | Cím                          | Hossz          |                |                |                |                |                |                |                |
| -------------- | ---------------------------- | -------------- | -------------- | -------------- | -------------- | -------------- | -------------- | -------------- | -------------- |
| 16.            | Dude Looks Like a Lady (Élő) | 5:11           |                |                |                |                |                |                |                |
| 1:18:36        |                              |                |                |                |                |                |                |                |                |

| 1. | Falling in Love (Is Hard on the Knees) | Tyler, Perry, Glen Ballard | 3:20 |
| 2. | Hole in My Soul                        | Tyler, Perry, Child        | 5:41 |
| 3. | Walk on Down                           | Perry                      | 5:09 |
| 4. | Dream On                               | Tyler                      | 3:40 |
| 5. | Back in the Saddle                     | Tyler, Perry               | 4:42 |
| 6. | Mama Kin                               | Tyler                      | 4:06 |
| 7. | Walk This Way                          | Tyler, Perry               | 4:07 |
| 8. | Sweet Emotion                          | Tyler, Hamilton            | 5:57 |

## Közreműködők
| Aerosmith - Steven Tyler – ének, billentyűs hangszerek, mandolin, harmonika, polinéz dobok - Joe Perry – gitár, kalapált cimbalom, háttérvokál - Brad Whitford – gitár - Tom Hamilton – basszusgitár, vokál a Love in an Elevator című számban. - Joey Kramer – dob, ütőhangszerek | Vendégzenészek - Jim Vallance – orgona a Rag Doll című számban. - Drew Arnott – mellotron az Angel című számban. - Tom Keenlyside – szaxofon, tenorszaxofon, klarinét - Ian Putz – baritonszaxofon - Bob Rogers – harsona - Henry Christian – trombita - Bruce Fairbairn – trombita, háttérvokál a Love in an Elevator című számban. - Bob Dowd – háttérvokál a Love in an Elevator című számban. - John Webster – billentyűs hangszerek - Richard Supa – billentyűs hangszerek az Amazing című számban. - Don Henley – háttérvokál az Amazing című számban. - Desmond Child – billentyűs hangszerek a Crazy című számban. - Paul Baron – trombita - Mapuhi T. Tekurio – polinéz dobok az Eat the Rich című számban. - Melvin Liufau – polinéz dobok az Eat the Rich című számban. - Wesey Mamea – polinéz dobok az Eat the Rich című számban. - Liainaiala Tagaloa – polinéz dobok az Eat the Rich című számban. - Sandy Kanaeholo – polinéz dobok az Eat the Rich című számban. - Aladd Alatina Teofilo, Jr. – polinéz dobok az Eat the Rich című számban. | Produkció - Bruce Fairbairn – producer kivéve a Walk on Water és a Blind Man című dalokat. - Michael Beinhorn – producer a Walk on Water és a Blind Man című dalokban. - Mike Fraser – hangmérnök, keverés - Bob Rock – hangmérnök a Permanent Vacation albumos dalokban. - Ken Lomas – mérnök helyettes, másodmérnök - Brendan O'Brien – keverés a Get a Grip albumos számokban és a Deuces Are Wildban. - Tim Collins – menedzser - John Kalodner – előadok és repertoár kiválasztása - George Marino – maszterelés - David J. Donnelly – maszterelés felügyelete - Gibran Evans – borító - FPG International – fotók - Steve Gardner – fotók - Norman Seeff – fotók |

## Helyezések

### Album
| Lista (1994)           | Csúcs helyezés |
| ---------------------- | -------------- |
| Ausztrál Top 50 Album  | 12             |
| Ausztria Top 75 Album  | 4              |
| Kanada RPM 100 Album   | 2              |
| Francia Top Album      | 45             |
| Német Album Lista      | 5              |
| Magyar Top 40 Album    | 11             |
| Holland Top 100 Album  | 8              |
| Új-Zéland Top 50 Album | 4              |
| Norvég Top 40 Album    | 9              |
| Svéd Top 60 Album      | 5              |
| Svájc Top 100 Album    | 6              |
| UK Albums Chart        | 7              |
| USA Billboard 200      | 6              |

| Lista (2001)      | Csúcs helyezés |
| ----------------- | -------------- |
| USA Catalog Album | 9              |

| Lista (2006)          | Csúcs helyezés |
| --------------------- | -------------- |
| Spanyol Top 100 Album | 87             |

### Kislemezek
| Év   | Dal             | Lista                            | Helyezés |
| ---- | --------------- | -------------------------------- | -------- |
| 1994 | Blind Man       | Billboard Mainstream Rock Tracks | 3        |
| 1994 | Blind Man       | Billboard Hot 100                | 48       |
| 1994 | Deuces are Wild | Billboard Mainstream Rock Tracks | 1        |
| 1995 | Walk on Water   | Billboard Mainstream Rock Tracks | 16       |

## Eladási minősítések
| Ország             | Szolgáltató  | Eladási minősítés                      |
| ------------------ | ------------ | -------------------------------------- |
| Argentina          | CAPIF        | 3× Platinum (600,000 eladott példány)  |
| Ausztria           | IFPI         | Arany (10,000 eladott példány)         |
| Brazília           | ABPD         | Arany (100,000 eladott példány)        |
| Kanada             | Music Canada | 8× Platina (800,000 eladott példány)   |
| Finnország         | IFPI         | Platina (40,060 eladott példány)       |
| Németország        | BVMI         | Arany (250,000 eladott példány)        |
| Mexikó             | AMPROFON     | Arany (100,000 eladott példány)        |
| Norvégia           | IFPI         | Platina (30,000 eladott példány)       |
| Svédország         | IFPI         | Platina (100,000 eladott példány)      |
| Egyesült Királyság | BPI          | Platina (600,000 eladott példány)      |
| Egyesült Államok   | RIAA         | 4× Platina (4,000,000 eladott példány) |

## Megjelenés
| Régió            | Dátum             | Kiadó          | Formátum        | Katalógus szám |
| ---------------- | ----------------- | -------------- | --------------- | -------------- |
| Egyesült Államok | 1994. november 1. | Geffen Records | 15-szám CD      | GEFD-24716     |
| Egyesült Államok | 1994. november 1. | Geffen Records | 15-szám Kazetta | GEFC-24716     |
| Egyesült Államok | 1994. november 1. | Geffen Records | dupla LP        | GEFLP-24546    |